# Neodipara perbella
Neodipara perbella is een vliesvleugelig insect uit de familie Pteromalidae. De wetenschappelijke naam is voor het eerst geldig gepubliceerd in 1955 door Erdös.